# Capela (Alagoas)
Capela is een gemeente in de Braziliaanse deelstaat Alagoas. De gemeente telt 17.366 inwoners (schatting 2009).